# 克莱尔·波尔金霍恩
克莱尔·伊丽莎白·波尔金霍恩（英語：Clare Elizabeth Polkinghorne；1989年2月1日—），澳大利亚女子职业足球运动员，司职后卫，目前效力于Kristianstads DFF和澳大利亚国家女子足球队。她曾代表澳大利亚参加2020年和2024年夏季奥林匹克运动会女子足球比赛等多场国际赛事。